# فانادات
]

بنية أنيون أورثو فانادات ^{3−}[VO_{4}

الفانادات في الكيمياء هو أنيون أكسجيني لعنصر الفاناديوم، وغالباً ما تكون حالة الأكسدة للفاناديوم فيه مقدار +5.
يوجد عدد متنوع من الفانادات، أشهرها أورثو فانادات 3−VO4، والذي توجد بنيته على هيئة رباعي سطوح، ومن الأمثلة عليه ملح أورثو فانادات الصوديوم Na3VO4؛ كما يوجد في المحاليل القاعدية أكسيد الفاناديوم الخماسي V2O5 عندما تكون قيمة pH أكبر من 13. كما يعرف أيضاً عدد من مركبات ميتا فانادات −[VO3] مثل ميتا فانادات الصوديوم NaVO3 وميتافانادات الأمونيوم NH4VO3.
يوجد أيضاً عدد معتبر من أيونات أوكسو الفانادات البوليميرية.